# Callicore excelsior
Callicore excelsior é uma borboleta neotropical da família Nymphalidae que se distribui pela Colômbia, Equador, Peru, Bolívia e Brasil (Amazonas. Pará e Mato Grosso). Foi catalogada como Catagramma excelsior em 1858 por William Chapman Hewitson. Apresenta, vista por baixo, asas posteriores com coloração predominantemente amarela e marcações similares a um 08 (quando o inseto está voltado para a esquerda) ou 80 (quando o inseto está voltado para a direita). Possui contornos em azul claro na borda das asas anteriores e um pontilhado da mesma tonalidade (às vezes quase formando uma linha), margeado de negro, próximo à borda das asas posteriores. A "numeração" também apresenta o interior azul claro. Em vista superior, a espécie apresenta as asas anteriores com superfície negra ou azul metálica e áreas em laranja. A subespécie arirambae difere do padrão da espécie, sendo caracterizada por coloração negra e por mancha vermelha nas asas anteriores e pequenas marcas em branco próximas ao topo. A subespécie marisolae, catalogada em 1995, apresenta padrão de asas anteriores similar a arirambae, mas as asas posteriores apresentam marca em azul similar a outras subespécies (como pastazza).

## Hábitos
Adultos de Callicore excelsior sugam frutos em fermentação e minerais dissolvidos da terra encharcada, podendo ser encontrados em ambiente de floresta tropical e em altitudes entre 200 a 1.000 metros no lado oriental dos Andes. São geralmente solitários. Possuem voo rápido e poderoso em distâncias curtas.

## Subespécies
Callicore excelsior possui doze subespécies:
- Callicore excelsior excelsior - Descrita por Hewitson em 1858, de exemplar proveniente do Brasil (Amazonas).
- Callicore excelsior inferior - Descrita por Butler em 1877, de exemplar proveniente do Peru.
- Callicore excelsior excelsissima - Descrita por Staudinger em 1885, de exemplar proveniente do Brasil (Amazonas).
- Callicore excelsior pastazza - Descrita por Staudinger em 1886, de exemplar proveniente do Peru.[12]
- Callicore excelsior michaeli - Descrita por Staudinger em 1890, de exemplar proveniente do Brasil (Amazonas).[9]
- Callicore excelsior splendida - Descrita por Weymer em 1890, de exemplar proveniente do Peru.
- Callicore excelsior arirambae - Descrita por Ducke em 1913, de exemplar proveniente de do Brasil (Pará).[11]
- Callicore excelsior elatior - Descrita por Oberthür em 1916, de exemplar proveniente do Equador.
- Callicore excelsior ockendeni - Descrita por Oberthür em 1916, de exemplar proveniente do Peru.
- Callicore excelsior mauensis - Descrita por Fassl em 1922, de exemplar proveniente do Brasil (Amazonas).
- Callicore excelsior micheneri - Descrita por Dillon em 1948, de exemplar proveniente da Colômbia.
- Callicore excelsior marisolae - Descrita por Neukirchen em 1995, de exemplar proveniente do Brasil (Amazonas).[13]